# Abdounia beaugei
Abdounia beaugei là một loài cá mập mắt trắng sống trong thế Paleocen và thế Eocen của kỷ Paleogen. Loài này từng sinh sống ở khu vực Bắc Phi, châu Âu, và Bắc Mỹ.